# Niedenzuella mater-dei
Niedenzuella mater-dei är en tvåhjärtbladig växtart som först beskrevs av José Cuatrecasas, och fick sitt nu gällande namn av W.R.Anderson. Niedenzuella mater-dei ingår i släktet Niedenzuella och familjen Malpighiaceae. Inga underarter finns listade i Catalogue of Life.